# (115331) Shrylmiles
(115331) Shrylmiles (2003 SL224) – planetoida z pasa głównego asteroid okrążająca Słońce w ciągu 4,69 lat w średniej odległości 2,8 j.a. Odkryta 29 września 2003 roku.